# Dominanz (Geographie)

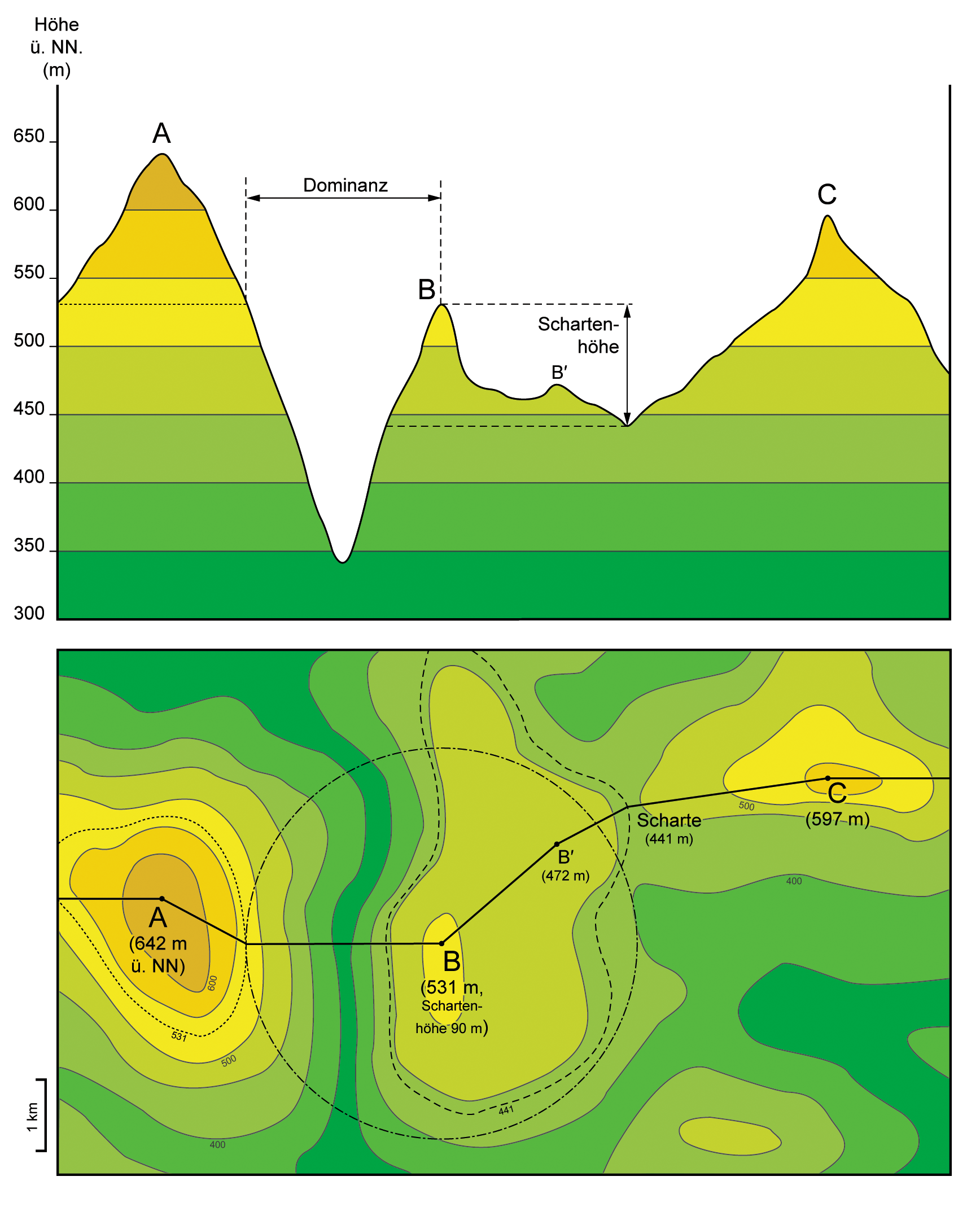
Schematische Darstellung von Dominanz und Schartenhöhe eines Berges in einer topographischen Karte (unten) und einer entsprechenden Projektion des Reliefs (oben). Speziell eingezeichnet sind jeweils die für die Dominanz und Schartenhöhe von Berg „B“ ausschlaggebenden Kriterien. Die Dominanz des Berges „B“ ist der Abstand zum gleich hohen Punkt (hier 531 m) am Hang des nächstgelegenen höheren Berges „A“, da der Berg „C“, ebenfalls höher als „B“, aber weiter entfernt ist. Der durch diesen Abstand definierte Umkreis um „B“ ist in der Karte mit einer Strichpunktlinie eingezeichnet.

In der Geographie gibt die Dominanz eines Berges (oder Hügels) an, in welchem Radius dieser seine Umgebung überragt, „dominiert“. Ein Berg mit der Dominanz x km ist daher im Umkreis von x km die höchste Erhebung. Die Dominanz wird angegeben als Entfernung (Luftlinie) vom Gipfel des Berges bis zum nächstgelegenen höheren Punkt auf der Erdoberfläche. Dies kann ein unscheinbarer Punkt auf einer Hochebene oder einer anderen geomorphologischen Landform sein, ist jedoch meistens ein Punkt am Hang eines naheliegenden höheren Berges, was oft gleichbedeutend mit dem sogenannten „nächstgelegenen höheren Berg“ (englisch Nearest Higher Neighbor) ist. Befindet sich der Bezugspunkt also wie in der Regel am Hang eines höheren Berges, so kann die leichter zu messende Entfernung zu dessen Gipfel – gerade bei sehr großen Entfernungen – eine gute Näherung darstellen, ist allerdings etwas größer als der genaue Wert für die Dominanz.
Neben der Schartenhöhe ist die Dominanz das wichtigste Kriterium, um einen Gipfel als selbständigen Berg zu klassifizieren.

## Bestimmung
Die Dominanz eines Berges lässt sich als Abstand zum nächstgelegenen, gleich hohen Punkt am Fuß oder Hang eines höheren Berges bestimmen, anders formuliert: der Minimalabstand des Berges zur nächsten Höhenlinie gleicher Höhe. Die Entfernung zum sogenannten nächstgelegenen höheren Berg (englisch: Nearest Higher Neighbour, NHN) ist damit etwas größer als die Dominanz und ihr somit nicht genau gleichzusetzen.
Ist der Berg sehr dominant, sodass die Erdkrümmung berücksichtigt werden muss, kann man per Orthodrome den Abstand aus den Koordinaten der beiden Punkte berechnen.

## Abgrenzung
Während die Dominanz in direkter Linie zum nächsten höheren Berg gemessen wird, wird die Schartenhöhe entlang des Kammverlaufs gemessen. Die Bezugsberge für die Schartenhöhe sind nicht zwingend dieselben wie für die Dominanz.
Die Dominanz ist nicht zu verwechseln mit dem von Eberhard Jurgalski entwickelten Konzept der orographischen Dominanz, bei der die Schartenhöhe eines Berges zu dessen Höhe ins Verhältnis gesetzt wird.

## Beispiele

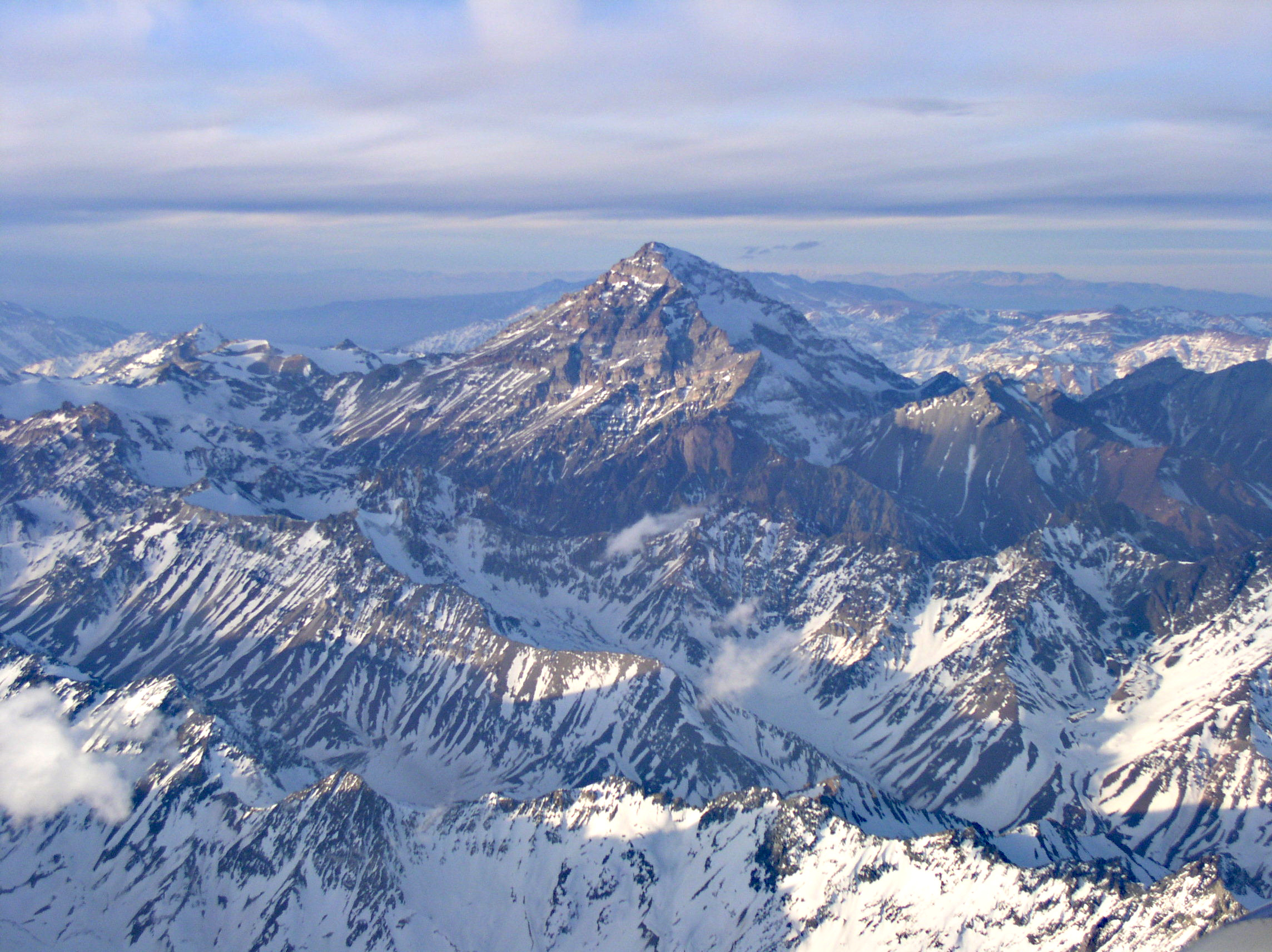
Aconcagua.
Der Berg – nach dem Mount Everest – mit der größten Dominanz

- Der Gipfel der Zugspitze ist 2962 m ü. NHN (d. h. über Normalhöhennull). Die von ihm aus nächste 2962-Meter-Höhenlinie umgibt den Zwölferkogel (2988 m) in den Stubaier Alpen. Die Entfernung zwischen der Zugspitze und dieser Höhenlinie beträgt in der Luftlinie 25,8 km; die Zugspitze ist also in einem Umkreis von 25,8 km die höchste Erhebung. Ihre Dominanz beträgt somit 25,8 km.

- Da es auf dem Planeten Erde (siehe aber zum Beispiel: Olympus Mons auf dem Mars) keinen höheren Gipfel als den des Mount Everest gibt, hat dieser keine endliche Dominanz. Manche Quellen listen als Dominanz behelfsmäßig den Erdumfang über die Pole auf.

- Nach dem Mount Everest hat der Aconcagua, höchster Berg des amerikanischen Doppelkontinents, die größte Dominanz aller Berge. Erst in 16.534 km Entfernung wird er vom Tirich Mir im Hindukusch an Höhe übertroffen.

- Der Mont Blanc ist der höchste Berg der Alpen. Die geografisch nächstgelegenen höheren Berge befinden sich im Kaukasus. Der dem Elbrus (5642 m) naheliegende Kjukjurtlju (4912 m) ist Dominanz-Referenzberg für den Mont Blanc in 2812 km Entfernung.

### Listen
- Liste der Berge nach Dominanz
- Liste der dominantesten Berge Europas
- Liste der dominantesten Berge in Deutschland
- Liste der dominantesten Berge in Thüringen